# Luigi Tempini
Luigi Tempini (Pisogne, 7 luglio 1911 – Brihuega, 18 marzo 1937) è stato un militare italiano, decorato con la medaglia d'oro al valor militare alla memoria nel corso della guerra di Spagna.

## Biografia
Nacque a Pisogne, provincia di Brescia, il 7 luglio 1911, figlio di Vincenzo e Rachele Giovanna. 
Dopo aver conseguito a Brescia il diploma di ragioniere viene arruolato nel Regio Esercito ed ammesso, nel novembre 1931, a frequentare la Scuola allievi ufficiali di complemento di Spoleto dove fu promosso sottotenente nel giugno 1932. Assegnato al distaccamento di Cormons del 17º Reggimento fanteria "Acqui", venne posto in congedo il 31 gennaio 1933. Nel luglio dell'anno successivo si arruolò volontario nella Milizia Volontaria Sicurezza Nazionale e col grado di capomanipolo fu destinato alla 15ª Legione CC.NN., dove fu prima comandante di manipolo, poi, dal maggio 1935, del plotone comando della 1ª Compagnia del CXV battaglione mobilitato, destinato ad operare in Africa Orientale. Imbarcatosi a Napoli il 1º settembre, sbarcò a Massaua sei giorni dopo partecipando poi alla guerra d'Etiopia, dove fu decorato con la croce di guerra al valor militare. Rientrato in Patria nell'agosto 1936, ritornò alla 15ª Legione CC.NN. incaricato della istruzione premilitare. Mobilitato nuovamente quale volontario in servizio attivo per le esigenze legate alla situazione in Spagna, partì da Gaeta il 18 dicembre per sbarcare a Cadice il 22 successivo. Con Regio Decreto del 3 marzo 1937, fu promosso tenente a scelta ordinaria con anzianità 1º luglio 1936. Cadde in combattimento a Brihuega il 18 marzo 1937 e fu insignito della medaglia d'oro al valor militare alla memoria con Regio Decreto del 12 luglio 1940.

### Fonti
1. 1 2 3 4 5 6 7  Combattenti Liberazione.
2. ↑   Bollettino ufficiale delle nomine, promozioni e destinazioni negli ufficiali e sottufficiali del R. esercito italiano e nel personale dell'amministrazione militare, 1941,  p. 605. URL consultato il 12 marzo 2022.
3. 1 2  Brixia Ferrea.
4. ↑  Medaglie d'oro al valor militare sul sito della Presidenza della Repubblica
5. ↑  Registrato alla Corte dei conti il 3 agosto 1940,  guerra, registro n.28, foglio n.352.